# Гебхард I фон Хоенлое-Браунек-Халтенбергщетен
Гебхард I фон Хоенлое-Браунек-Халтенбергщетен (на немски: Gebhard I von Hohenlohe--Brauneck-Haltenbergstetten; * пр. 1267; † ок. 3 ноември 1300) е господар на Хоенлое-Браунек в Халтенбергщетен, днес в Нидерщетен.

## Произход
Той е син на Хайнрих I фон Хоенлое-Браунек († 1267), господар на Хоенлое-Браунек-Нойхауз, Хоенлое-Халтенбергщетен.
Фамилията Хоенлое-Браунек е разделена през 1249 г. на линиите Хоенлое-Халтенбергщетен и Хоенлое-Браунек-Нойхауз. Брат му Хайнрих II († 1304) e господар на Хоенлое-Браунек-Нойхауз.

## Фамилия
Гебхард I фон Хоенлое-Браунек-Халтенбергщетен се жени пр. 1278 г. за Аделхайд фон Тауферс († сл. 1300), дъщеря на Улрих II фон Тауферс († 1293) и Евфемия фон Хойнбург († 1316), дъщеря на граф Вилхелм IV фон Малта и Лаас († 1250). Те имат децата:
- Улрих I († 1332), господар на Хоенлое-Браунек в Халтенбергщетен, женен пр. 3 април 1284 г. за Мехтилд фон Вайнсберг († 1332)
- Хайнрих фон Хоенлое-Браунек († пр. 5 юни 1349/1350), от 1340 г. в свещения орден в Моргентхайм
- ? Рихца († сл. 1316)
- ? Готфрид († сл. 1352)
- ? Рихца († 1316 ?)
- ? Маргарета († сл. 1342)